# John Pitcairn
John Pitcairn (28 de diciembre de  1722-17 de junio de 1775) fue un marino británico que estuvo estacionado en Boston, Massachusetts en el principio de la Guerra de Independencia de los Estados Unidos.
- Datos: Q321756
- Multimedia: John Pitcairn (marine) / Q321756